# نصيرة بلولة
نصيرة بلولة (مواليد 13 فبراير 1961 في باتنة) هي ناشطة نسوية صحفية جزائرية وكاتبة مستقرة في كندا. كتبت العديد من الكتب، الروايات، قصائد، المقالات، والقصص القصيرة.

## سيرتها
انضمت نصيرة بلولة إلى المدرسة الوطنية للكوادر الشباب في 1980. وذلك بتخطى امتحان القبول. بدأت نصيرة ممارسة الصحافة المستقلة عام 1992. وفي بداية 1994، عملت لصالح صحف جزائرية ومواقع إخبارية على الإنترنت بما في ذلك المساء الجزائري، الصباح، الجمهورية الحديثة والحرية. وهي عضو مؤسس لمجلة الجزائر الأدبية، لوفريسك.
في عام 2010، إنتقلت نصيرة إلى مونتريال، كندا.

## النشاط والكتابة
عملت نصيرة بلولة أكثر بكثير مع قضايا المرأة، بما في ذلك الثقافية، الدينية، التعليم، علاقات اجتماعية، التقاليد، الحبس والعنف. كما أنها كانت عضو مؤسس في المجلس التنفيذى لمؤسسة حقوق الإنسان الجزائرية للأطفال والمراهقين (1993 - 1998). الكتاب الذي صدر عام 2000، الجزائر، قتل الأبرياء يلقي الضوء على مذبحة المدنيين الجزائريين. كما عملت نصيرة لفترتين كعضو في اللجنة الجزائرية لحقوق الإنسان التابعة للأمم المتحدة.

## أعمالها

### شعر
- 1998 : أبواب الشمس.
- 2010 : أبواب الشمس مترجمة.

### خيالى
- 1998: انتقام مايو.
- 2003 : جمينة.
- 2008 : تأشيرة للكراهية.
- 2014 : أرض النساء.

### واقعى
- 2000 : الجزائر، وقتل الأبرياء.
- 2005 : محادثات في الجزائر العاصمة، وكشف 15 من المؤلفين.
- 2006 : الجزائريات الجميلات، وأسرار الكتاب.
- 2009 : ستون عاما من الكتابة النسائية في الجزائر.

### مختارات أدبية
- 2008 : الأشجار الزرقاء، والأوهام المحطمة.
- 2009 : تامزغا يتحدث إلى أنثى.